# Аржантан (округ)
Аржантан (фр. Argentan) — округ (фр. Arrondissement) во Франции, один из округов в регионе Нормандия. Департамент округа — Орн. Супрефектура — Аржантан.
Население округа на 2018 год составляло 109 157 человек. Плотность населения составляет 57 чел./км². Площадь округа составляет 1916,97 км².

## Состав
Кантоны округа Аржанатан (c 5 марта 2020 года):
- Аржантан-1
- Аржантан-2
- Атис-Валь-де-Рувр
- Донфрон-ан-Пуаре
- Ла-Ферте-Масе (частично)
- Маньи-ле-Дезер (частично)
- Флер-1
- Флер-2

Кантоны округа Аржанатан (c 1 января 2017 г. по 4 марта 2020 года):
- Аржантан-1
- Аржантан-2
- Атис-де-л’Орн
- Донфрон
- Ла-Ферте-Масе (частично)
- Маньи-ле-Дезер (частично)
- Флер-1
- Флер-2

Кантоны округа Аржантан (c 22 марта 2015 г. по 31 декабря 2016 г.):
- Аржантан-1
- Аржантан-2
- Атис-де-л’Орн
- Вимутье (частично)
- Донфрон (частично)
- Ла-Ферте-Масе (частично)
- Маньи-ле-Дезер (частично)
- Ре (частично)
- Се (частично)
- Флер-1 (частично)
- Флер-2

Кантоны округа Аржантан (до 22 марта 2015 года):
- Аражантан-Уэст
- Аражантан-Эст
- Атис-де-л’Орн
- Бриуз
- Вимутье
- Гасе
- Ла-Ферте-Френель
- Мерлеро
- Месе
- Мортре
- Пютанж-пон-Экрепен
- Теншбре
- Трен
- Флер-Нор
- Флер-Сюд
- Эксм
- Экуш